# 578

## Догађаји
- Византијско-сасанидски рат: Византијска војска под командом Мориса (магистер милитум пер Ориентем) врши инвазију на Горњу Месопотамију и врши нападе на обе стране реке Тигра. Он депортује 70.000 заробљеника из Хирканије на Кипар, и поставља војне колонисте да чувају стратешке локације.
- 5. октобар – Цар Јустин II умире након неколико напада лудила. По савету своје супруге Софије, подигао је свог генерала Тиберија у чин ко-цара (цезара). Од децембра 574. владао је заједно са Софијом, а сада их је наследио као цар Византијског царства.
- Освајање Словена у Тракији и Хелади. Тиберије је ступио у савез са аварским каганом Бајаном. Византинци су дозволили да 60.000 Авара прође кроз Илирију и превезе их преко Дунава. Авари су тамо напали Словене и поразили их. Српски кнез Добрета је пао у борби.
- Лето – Цар Ву Ди учествује у војним походима на два фронта: против нападача Гектурка на северу и против династије Чен на југу.
- Конго Гуми, најстарија грађевинска компанија на свету (578–2006), основана је у Осаки (Јапан).
- 22. октобар — Ци-Б'алам, који је био владар мајанског града државе Копан у Хондурасу, умире након 25-годишње владавине која је почела у мају 553.
- 15. новембар – К'ак' Цхан Иопаат, постаје нови владар мајанског града државе Копан у Хондурасу, и влада до своје смрти 49 година.

## Дани сећања
- Непознат 578. године каган Бајан је организовао војни поход против Соавена на чијем челу је био кнез Добрета